# 阿緱廳

1915年阿緱廳行政區劃

阿緱廳（日语：〔〕／ Akō chō */?）為台灣日治時期行政區劃之一，設立於1901年11月至1920年9月間。其設立當初稱為阿猴廳，於1905年3月改稱「阿緱廳」。阿猴廳位於臺灣南部，範圍東至潮州斷層，西至高屏溪鄰鳳山廳，北至荖濃溪接蕃薯藔廳，南隔四重溪接恆春廳，西南側臨臺灣海峽。阿緱廳於1909年10月合併蕃薯藔廳和恆春廳，並於1920年10月被劃為高雄州的一部分。

## 沿革
1901年11月，因辨務署負責地方政務，而縣及廳介於總督府與辦務署之間的行政區劃造成行政事務上的不靈活，「三縣四廳」被廢止，改為「二十廳」之行政區劃，「廳」下設「支廳」。阿猴廳因此成立，其下初設阿里港、內埔、萬丹、東港、潮州庄、枋藔等六支廳，後廢止內埔和萬丹支廳。
萬丹支廳的設立是為了管理閩粵械鬥事件，隨著民情日趨穩定，遂無設置萬丹支廳的必要性，萬丹支廳於是在1903年4月廢止，併入阿猴廳直轄。1904年4月15日，阿猴廳將原有街庄整併，並設立30區；同月15日，潮州庄支廳改稱「潮州支廳」，鹽埔區亦同時改編入阿里港支廳。1905年3月，阿猴廳改稱「阿緱廳」。另外，內埔支廳所管轄的六堆地區，亦因械鬥事件在日本領台後不常發生，且內埔支廳管轄的人口和土地面積相較其他支廳少，內埔支廳於是在1905年4月1日併入潮州支廳；同時，阿緱廳直轄的「鳳山厝庄、溝仔墘庄」改編入潮州支廳。1907年10月12日，「四林庄」從萬巒區改隸潮州區，「五溝水庄」從佳佐區改隸萬巒區。
1909年10月，台灣總督府將原有之二十廳，廢止合為十二廳，阿緱廳合併蕃薯藔廳及恆春廳，並將阿里關支廳改稱「甲仙埔支廳」；阿緱廳的範圍至此包括廳直轄以及阿里港、甲仙埔、六龜里、蕃薯藔、潮州、東港、枋藔、枋山、恆春、蚊蟀等10支廳，地區涵蓋港西中里、港西上里、港西下里、楠梓仙溪東里、羅漢外門里、羅漢內門里、嘉祥內里、崇德東里、港東上里、港東中里、港東下里、新園里、琉球嶼、善餘里、嘉禾里、宣化里、至厚里、德和里、仁壽里、興文里、咸昌里、永靖里、安定里、長樂里、治平里、泰慶里。1910年10月3日，龍肚區區長役場位置改至中壇庄。1913年6月13日，蚊蟀支廳併入恆春支廳。1919年10月8日，林仔邊區長役場從竹仔腳庄搬到林仔邊庄。1920年3月21日，港西中里的「火燒庄」改為「長興庄」。
大正9年(1920年)7月，時任台灣總督田健治郎為提高地方官的權限，廢西部十廳，實施「五州二廳」制度，阿緱廳與臺南廳南部(阿公店、楠梓坑、打狗、鳳山等原鳳山廳區域)、澎湖廳合併為高雄州，州治設於高雄街，阿緱街則更名為屏東街。高雄州設立後，屏東失去區域中心的地位，重心漸移至高雄。原阿緱廳範圍的在州制實施後，劃為旗山、屏東、潮州、東港、恆春等五郡。
| 1895年5月 | 1895年8月    | 1896年4月 | 1897年6月 | 1898年6月 | 1901年5月 | 1901年11月 | 1909年10月 | 1920年9月 |
| --------- | ------------ | --------- | --------- | --------- | --------- | ---------- | ---------- | --------- |
| 台南縣    | 台南民政支部 | 臺南縣    | 臺南縣    | 臺南縣    | 臺南縣    | 蕃薯藔廳   | 阿緱廳     | 高雄州    |
| 台南縣    | 台南民政支部 | 臺南縣    | 鳳山縣    | 臺南縣    | 臺南縣    | 阿猴廳     | 阿緱廳     | 高雄州    |
| 台南縣    | 台南民政支部 | 臺南縣    | 鳳山縣    | 臺南縣    | 恆春廳    | 恆春廳     | 阿緱廳     | 高雄州    |

1901年阿猴廳位置，南側灰色地區
1909年阿猴廳位置，灰色地區

## 歷任廳長
| 任次 | 肖像 | 姓名 (生–卒)       | 在任時間       | 在任時間       | 備註 |
| ---- | ---- | ------------------ | -------------- | -------------- | ---- |
| 1    |      | 桑原外助 (？–？)   | 1901年11月11日 | 1902年9月5日   |      |
| 2    |      | 佐佐木基 (？–？)   | 1902年9月5日   | 1909年10月25日 |      |
| 3    |      | 佐藤謙太郎 (？–？) | 1909年10月25日 | 1914年11月2日  |      |
| 4    |      | 立川連 (1877–？)   | 1914年11月2日  | 1917年4月17日  |      |
| 5    |      | 齋藤愛二 (？–？)   | 1917年4月17日  | 1919年5月21日  |      |
| 6    |      | 高山仰 (？–？)     | 1919年5月21日  | 1920年10月1日  |      |

#### 附註
1. ↑  原臺中廳長。
2. ↑  原民政部殖產局商工課長。
3. ↑  改任民政部殖產局農務課長。
4. ↑  原民政部通信局庶務課長。
5. ↑  改任民政部通信局長。
6. ↑  原新竹廳長。

## 人口
| 直轄/支廳  | 內地人 | 本島人  | 外國人 | 小計    |
| ---------- | ------ | ------- | ------ | ------- |
| 直轄       | 3,582  | 47,609  | 225    | 51,416  |
| 阿里港支廳 | 353    | 28,713  | 38     | 29,104  |
| 甲仙埔支廳 | 221    | 7,625   | 18     | 7,864   |
| 六龜里支廳 | 665    | 5,746   | 10     | 6,421   |
| 蕃薯藔支廳 | 1,231  | 44,812  | 84     | 46,127  |
| 潮州支廳   | 315    | 42,596  | 67     | 42,978  |
| 東港支廳   | 336    | 50,266  | 137    | 50,739  |
| 枋藔支廳   | 144    | 8,169   | 9      | 8,322   |
| 枋山支廳   | 148    | 2,184   | 1      | 2,333   |
| 恆春支廳   | 506    | 20,573  | 120    | 21,199  |
| 合計       | 7,501  | 258,293 | 709    | 296,503 |

| 直轄/支廳 | 內地人 | 本島人 | 外國人 | 小計   |
| --------- | ------ | ------ | ------ | ------ |
| 東港街    | 202    | 10,352 | 107    | 10,661 |
| 阿緱街    | 2,714  | 5,129  | 203    | 8,046  |
| 瀰濃庄    | 10     | 4,948  | 13     | 4,971  |
| 溪州庄    | 19     | 4,146  | 2      | 4,167  |
| 蕃薯藔街  | 632    | 3,270  | 57     | 3,959  |
| 烏龍庄    | 7      | 3,900  | 0      | 3,907  |
| 麟洛庄    | 5      | 3,183  | 11     | 3,199  |
| 枋藔庄    | 78     | 3,105  | 6      | 3,189  |
| 歸來庄    | 708    | 2,449  | 5      | 3,162  |
| 里港街    | 167    | 2,906  | 24     | 3,097  |
| 內埔街    | 17     | 3,056  | 6      | 3,079  |
| 萬巒街    | 13     | 3,032  | 21     | 3,066  |
| 火燒庄    | 6      | 3,011  | 4      | 3,021  |
| 社皮庄    | 2      | 3,008  | 0      | 3,010  |

## 行政區劃

### 二十廳時期
| 直轄/支廳         | 區       | 管轄區域 | 管轄區域     | 管轄區域                                                                                       |
| 直轄/支廳         | 區       | 里名     | 整併後街庄名 | 舊街庄社名                                                                                     |
| ----------------- | -------- | -------- | ------------ | ---------------------------------------------------------------------------------------------- |
| 直轄              | 阿緱區   | 港西中里 | 阿緱街       | 阿猴街、大埔庄                                                                                 |
| 直轄              | 阿緱區   | 港西中里 | 崇蘭庄       | 崇蘭庄、崇蘭廍庄、潭仔墘庄、檳榔腳庄、溪埔厝庄                                                 |
| 直轄              | 阿緱區   | 港西中里 | 頭前溪庄     | 林仔內庄、五塊厝庄、六塊厝庄、大溪洲庄、頭前溪庄                                               |
| 直轄              | 阿緱區   | 港西中里 | 海豐庄       | 海豐庄、海豐溪州庄、頭份埔庄、溝仔尾庄、北勢頭庄、海豐新厝庄                                   |
| 直轄              | 公館區   | 港西中里 | 公館庄       | 公館庄、公館埔庄、龜屯庄、玉成庄、崙仔尾庄                                                     |
| 直轄              | 公館區   | 港西中里 | 歸來庄       | 歸來庄、劉厝庄、竹仔腳庄、番仔埔庄、頂宅庄                                                     |
| 直轄              | 公館區   | 港西中里 | 大湖庄       | 大湖庄、牛埔庄、蔴芝丹庄、濫仔庄、下柳仔林庄、頂柳仔林庄、連連庄                               |
| 直轄              | 社皮區   | 港西中里 | 社皮庄       | 社皮庄、廣安庄、磚仔磘藔庄                                                                     |
| 直轄              | 麟洛區   | 港西中里 | 麟洛庄       | 麟洛庄、老田尾庄、田心庄、頂竹架庄、徑仔庄、下竹架庄、麟洛新庄、潭底新圍庄                     |
| 直轄              | 麟洛區   | 港西中里 | 火燒庄       | 火燒庄、新潭頭庄、老潭頭庄、香楊腳庄、三座屋庄、單座屋庄                                       |
| 直轄              | 麟洛區   | 港西中里 | 德協庄       | 竹葉庄、份仔庄、崙上庄、山豬門庄、下屋庄、芎蕉腳庄、煙墩腳庄                                   |
| 直轄              | 麟洛區   | 港西中里 | 番仔藔庄     | 番仔藔庄                                                                                       |
| 直轄              | 老埤區   | 港西中里 | 老埤庄       | 老埤庄、中林庄、下浮圳庄、新杜君英庄                                                           |
| 直轄              | 老埤區   | 港西中里 | 番仔厝庄     | 番仔厝庄、舊大新庄、頂大新庄、下大新庄、舊杜君英庄、舊浮圳庄                                   |
| 直轄              | 老埤區   | 港西中里 | 犁頭鏢庄     | 上犁頭鏢庄、下犁頭鏢庄、頂浮圳庄                                                               |
| 直轄              | 老埤區   | 港西中里 | 隘藔庄       | 舊隘藔庄、新隘藔庄                                                                             |
| 阿里港支廳        | 鹽埔區   | 港西中里 | 鹽埔庄       | 鹽埔庄、西瓜園庄                                                                               |
| 阿里港支廳        | 鹽埔區   | 港西中里 | 新圍庄       | 鹽埔新庄、高郎郎庄                                                                             |
| 阿里港支廳        | 鹽埔區   | 港西中里 | 彭厝庄       | 舊彭厝庄、半份仔庄、仕絨庄、茄苳仔庄、新彭厝庄、下庄                                           |
| 阿里港支廳        | 鹽埔區   | 港西中里 | 大路關庄     | 舊大路關庄、新大路關庄                                                                         |
| 阿里港支廳        | 阿里港區 | 港西上里 | 阿里港街     | 阿里港街、北路廍庄、廍仔庄、過港仔庄、打鐵店庄、溝仔墘庄、林仔庄、關帝廳庄                     |
| 阿里港支廳        | 阿里港區 | 港西上里 | 搭樓庄       | 搭樓庄、頂三塊厝庄、犁頭店庄、舊潮州厝庄、新潮州厝庄、崎仔頭庄                                 |
| 阿里港支廳        | 阿里港區 | 港西上里 | 武洛庄       | 上武洛庄、下武洛庄、茄苳腳庄、福興庄、磚仔地庄                                                 |
| 阿里港支廳        | 九塊厝區 | 港西上里 | 九塊厝庄     | 九塊厝庄、崁仔頂庄                                                                             |
| 阿里港支廳        | 九塊厝區 | 港西上里 | 下冷水坑庄   | 下冷水坑庄                                                                                     |
| 阿里港支廳        | 九塊厝區 | 港西上里 | 東寧庄       | 東寧庄、林仔頭庄                                                                               |
| 阿里港支廳        | 九塊厝區 | 港西上里 | 三塊厝庄     | 三塊厝庄、大邱園庄、水尾庄                                                                     |
| 阿里港支廳        | 九塊厝區 | 港西上里 | 後庄         | 後庄、山藔庄、過田庄、王厝廍庄、耆老庄、番社庄、鴨母藔庄、檳榔腳庄                             |
| 阿里港支廳        | 土庫區   | 港西上里 | 土庫庄       | 土庫庄、西勢庄、頂林仔頭庄、下林仔頭庄、番仔藔庄                                               |
| 阿里港支廳        | 土庫區   | 港西上里 | 中崙庄       | 中崙庄、頭崙庄、麻六甲庄                                                                       |
| 阿里港支廳        | 土庫區   | 港西上里 | 三張廍庄     | 三張廍庄、埔仔厝庄、大道公庄、卓加庄                                                           |
| 阿里港支廳        | 土庫區   | 港西上里 | 瀰力肚庄     | 頂年力肚庄、下年力肚庄                                                                         |
| 阿里港支廳        | 加蚋埔區 | 港西上里 | 加蚋埔庄     | 加蚋埔庄                                                                                       |
| 阿里港支廳        | 加蚋埔區 | 港西上里 | 田仔庄       | 田仔庄、舊庄、舊南勢庄                                                                         |
| 阿里港支廳        | 加蚋埔區 | 港西上里 | 埔羗崙庄     | 新南勢庄、舊埔羗崙庄、新埔羗崙庄、鹽樹庄                                                       |
| 阿里港支廳        | 東振新區 | 港西上里 | 東振新庄     | 東振新庄、大埔庄、水流庄                                                                       |
| 阿里港支廳        | 東振新區 | 港西上里 | 舊藔庄       | 舊藔庄、隘藔庄、菜藔庄                                                                         |
| 阿里港支廳        | 東振新區 | 港西上里 | 高樹下庄     | 私埤庄、高樹下庄                                                                               |
| 阿里港支廳        | 東振新區 | 港西上里 | 阿秡泉庄     | 阿秡泉庄、青埔尾庄                                                                             |
| 內埔支廳          | 內埔區   | 港西下里 | 內埔庄       | 內埔庄、魚藔庄、番仔埔庄、早仔角庄、檳榔林庄、溪藔庄                                           |
| 內埔支廳          | 內埔區   | 港西下里 | 忠心崙庄     | 忠心崙庄、牛埔庄、加東樹下庄、埤頭仔下庄、下樹山庄、竹山溝庄、羅經圈庄                         |
| 內埔支廳          | 新東勢區 | 港西下里 | 新東勢庄     | 新東勢庄、景興庄、東片新庄                                                                     |
| 內埔支廳          | 新東勢區 | 港西下里 | 老東勢庄     | 老東勢庄、上樹山庄、溝背庄、辛屋下庄、塘肚仔庄                                                 |
| 內埔支廳          | 新北勢區 | 港西下里 | 新北勢庄     | 新北勢庄、上竹頭角庄、四座屋庄、細庄仔庄、竹圍庄、四十份庄、八壽埤庄                           |
| 內埔支廳          | 新北勢區 | 港西下里 | 老北勢庄     | 老北勢庄、溝背庄、新屋下庄、虞埔庄、上和順林庄、中和順林庄、下和順林庄                         |
| 內埔支廳          | 新北勢區 | 港西下里 | 西勢庄       | 西勢庄、過溝庄、楊屋角庄、五甲埔庄、藔下庄、頂頭厝庄、下竹頭角庄                               |
| 內埔支廳          | 二崙區   | 港西下里 | 二崙庄       | 二崙庄、美崙庄、忠崙庄                                                                         |
| 內埔支廳          | 二崙區   | 港西下里 | 頓物庄       | 頓物庄、糴糴庄、崙仔庄、頓物潭庄、玉華庄                                                       |
| 內埔支廳          | 二崙區   | 港西下里 | 南勢庄       | 南勢庄、頭崙庄、履豐庄                                                                         |
| 直轄 (原萬丹支廳) | 鳳山厝區 | 港西下里 | 鳳山厝庄     | 鳳山厝庄、六份庄、雙溪口庄、田藔庄、三塊厝庄、後廍庄                                           |
| 直轄 (原萬丹支廳) | 鳳山厝區 | 港西下里 | 溝仔墘庄     | 六巷庄、橋頭庄、北勢仔庄、大湖仔庄、溝仔墘庄、貓圍庄                                           |
| 直轄 (原萬丹支廳) | 萬丹區   | 港西下里 | 萬丹庄       | 萬丹街、頭前厝庄、澎湖厝庄、竹篙濫庄、下本縣廍庄                                               |
| 直轄 (原萬丹支廳) | 萬丹區   | 港西下里 | 保長厝庄     | 下廍庄、保長厝庄                                                                               |
| 直轄 (原萬丹支廳) | 萬丹區   | 港西下里 | 下蚶庄       | 上蚶庄、崙仔頂庄、下蚶庄、上蚶客庄、田厝庄                                                     |
| 直轄 (原萬丹支廳) | 萬丹區   | 港西下里 | 頂林仔庄     | 竹圍庄、頂林仔庄、下林仔庄、中林庄                                                             |
| 直轄 (原萬丹支廳) | 萬丹區   | 港西下里 | 濫庄         | 濫庄、頂本縣廍庄、客厝仔庄                                                                     |
| 直轄 (原萬丹支廳) | 新庄仔區 | 港西下里 | 新庄仔庄     | 下社皮庄、番社庄、新庄仔庄、水泉庄                                                             |
| 直轄 (原萬丹支廳) | 新庄仔區 | 港西下里 | 後庄仔庄     | 井仔頭庄、後庄仔庄、道爺庄、灣仔內庄                                                           |
| 直轄 (原萬丹支廳) | 新庄仔區 | 港西下里 | 興化廍庄     | 水吼庄、興化廍庄                                                                               |
| 直轄 (原萬丹支廳) | 新庄仔區 | 港西下里 | 甘棠門庄     | 甘棠門庄、客厝庄                                                                               |
| 潮州支廳          | 潮州區   | 港東上里 | 潮州庄       | 潮州庄街、北勢廍庄、內庄仔庄、劉厝庄、溝仔墘庄                                                 |
| 潮州支廳          | 潮州區   | 港東上里 | 崙仔頂庄     | 崙仔頂庄、東岸庄                                                                               |
| 潮州支廳          | 潮州區   | 港東上里 | 五魁藔庄     | 五魁藔庄、新厝庄、內水哮庄、打鐵店庄、打鐵庄、北勢尾庄、北勢頭庄                               |
| 潮州支廳          | 潮州區   | 港東上里 | 八老爺庄     | 八老爺庄、虎舍庄、大腳仙林庄、廍邊庄、打鐵店庄                                                 |
| 潮州支廳          | 潮州區   | 港東上里 | 檨仔腳庄     | 檨仔腳庄、九塊厝庄、崙仔庄、番仔厝庄、埤仔口庄、埤仔頭庄、上武丁庄、下武丁庄、埤內庄、旗杆厝庄 |
| 潮州支廳          | 崁頂區   | 港東上里 | 崁頂庄       | 崁頂庄、後壁厝庄、瓦磘溝庄、社皮庄、社尾庄、田藔庄、南謨安庄、衙門口庄、頭前庄                 |
| 潮州支廳          | 崁頂區   | 港東上里 | 力社庄       | 力社庄、竹圍內庄、土葛窟庄、崎仔頭庄                                                           |
| 潮州支廳          | 崁頂區   | 港東上里 | 洲仔庄       | 洲仔庄、後廍庄、溝仔底庄、北勢仔庄、檳榔腳庄                                                   |
| 潮州支廳          | 崁頂區   | 港東上里 | 過溪仔庄     | 新港東庄、過溪仔庄、竹圍仔庄、油車庄、筏仔路頭庄                                               |
| 潮州支廳          | 萬巒區   | 港東上里 | 萬巒庄       | 萬巒庄、頭溝水庄、鹿藔庄、高岡庄                                                               |
| 潮州支廳          | 萬巒區   | 港東上里 | 四溝水庄     | 四溝水庄、三溝水庄、硫塘崎庄                                                                   |
| 潮州支廳          | 萬巒區   | 港東上里 | 四林庄       | 四塊厝庄、三家村庄、崁腳庄、林後庄                                                             |
| 潮州支廳          | 佳佐區   | 港東上里 | 佳佐庄       | 佳佐庄、見月庄、田頭新庄                                                                       |
| 潮州支廳          | 佳佐區   | 港東上里 | 五溝水庄     | 五溝水庄、成德庄、得勝庄、山藔庄、藔下庄、鼎興庄、牛角灣庄、大林庄                             |
| 潮州支廳          | 佳佐區   | 港東上里 | 赤山庄       | 赤山庄、萬金庄                                                                                 |
| 潮州支廳          | 佳佐區   | 港東上里 | 新厝庄       | 新置庄、荖藤林庄、新厝庄、加匏郎庄                                                             |
| 東港支廳          | 東港區   | 港東中里 | 東港街       | 東港街、崙仔頂庄、後塭仔庄、七塊厝庄                                                           |
| 東港支廳          | 東港區   | 港東中里 | 新街庄       | 新街庄、濫港庄                                                                                 |
| 東港支廳          | 東港區   | 港東中里 | 內關帝庄     | 內關帝庄、龜夷庄、本司衙庄、海坪庄、船仔頭庄                                                   |
| 東港支廳          | 東港區   | 港東中里 | 大潭新庄     | 大潭新庄                                                                                       |
| 東港支廳          | 東港區   | 港東中里 | 南屏庄       | 南屏庄、塗刈厝庄                                                                               |
| 東港支廳          | 溪洲區   | 港東中里 | 溪洲庄       | 溪洲庄、崙仔頂庄                                                                               |
| 東港支廳          | 溪洲區   | 港東中里 | 下廍庄       | 下廍庄                                                                                         |
| 東港支廳          | 溪洲區   | 港東中里 | 三西和庄     | 三西和庄                                                                                       |
| 東港支廳          | 溪洲區   | 港東中里 | 七塊厝庄     | 七塊厝庄、番仔厝庄                                                                             |
| 東港支廳          | 溪洲區   | 港東中里 | 車路墘庄     | 車路墘庄                                                                                       |
| 東港支廳          | 溪洲區   | 港東中里 | 巷仔內庄     | 溪底庄、頂廍庄、古山庄、什花庄、巷仔內庄                                                       |
| 東港支廳          | 林仔邊區 | 港東中里 | 林仔邊庄     | 林仔邊街、八甲頭庄、檳榔宅庄、薄岸頭庄、塭岸頭庄                                               |
| 東港支廳          | 林仔邊區 | 港東中里 | 田墘厝庄     | 田墘厝庄、崎仔頭庄、塭尾庄、中庄仔庄、蘆竹塭庄、放索庄                                         |
| 東港支廳          | 林仔邊區 | 港東中里 | (石亟)仔口庄 | (石亟)仔口庄、南埔庄                                                                           |
| 東港支廳          | 林仔邊區 | 港東中里 | 竹仔腳庄     | 竹仔腳庄、檨仔腳庄、凹仔底庄、大堀頭庄、芋埔庄、下庄                                           |
| 東港支廳          | 林仔邊區 | 港東中里 | 濫頭庄       | 濫頭庄、社口庄、社邊庄                                                                         |
| 東港支廳          | 林仔邊區 | 港東中里 | 牛埔庄       | 牛埔庄、三千庄                                                                                 |
| 東港支廳          | 茄苳腳區 | 港東中里 | 茄苳腳庄     | 茄苳腳庄                                                                                       |
| 東港支廳          | 茄苳腳區 | 港東中里 | 塭仔庄       | 塭仔庄、頂藔庄、洲仔庄、海埔庄                                                                 |
| 東港支廳          | 茄苳腳區 | 港東中里 | 大武丁庄     | 大武丁庄、田藔庄、新埔庄、臺斗店庄、五塊厝庄                                                   |
| 東港支廳          | 茄苳腳區 | 港東中里 | 羗園庄       | 番仔藔庄、四塊厝庄、羗園庄                                                                     |
| 東港支廳          | 茄苳腳區 | 港東中里 | 葫爐尾庄     | 葫爐尾庄                                                                                       |
| 東港支廳          | 茄苳腳區 | 港東中里 | 石光見庄     | 石光見庄、半見庄、上埔頭庄、鐘家藔庄                                                           |
| 東港支廳          | 茄苳腳區 | 港東中里 | 武丁潭庄     | 武丁潭庄、蕃社庄                                                                               |
| 東港支廳          | 茄苳腳區 | 港東中里 | 昌隆庄       | 昌隆庄、泉水溝庄、三間屋庄、菜藔庄、東勢庄                                                     |
| 枋藔支廳          | 茄苳腳區 | 港東下里 | 下埔頭庄     | 下埔頭庄                                                                                       |
| 枋藔支廳          | 枋藔區   | 港東下里 | 枋藔庄       | 枋藔街、北勢藔庄                                                                               |
| 枋藔支廳          | 枋藔區   | 港東下里 | 內藔庄       | 內藔庄、蜈蜞溝庄、瓦磘新庄、頂營庄                                                             |
| 枋藔支廳          | 枋藔區   | 港東下里 | 新開庄       | 新開庄、中庄                                                                                   |
| 枋藔支廳          | 水底藔區 | 港東下里 | 水底藔庄     | 水底藔庄、烏良庄、小北旗尾庄                                                                   |
| 枋藔支廳          | 水底藔區 | 港東下里 | 番仔崙庄     | 番仔崙庄、大武力庄                                                                             |
| 枋藔支廳          | 水底藔區 | 港東下里 | 北旗尾庄     | 大北旗尾庄                                                                                     |
| 枋藔支廳          | 水底藔區 | 港東下里 | 大庄         | 大庄、下藔庄、粟屈庄                                                                           |
| 枋藔支廳          | 水底藔區 | 港東下里 | 大晌營庄     | 大晌營庄、隘藔營庄                                                                             |
| 東港支廳          | 新埤頭區 | 港東中里 | 新埤頭庄     | 新埤頭庄、千三庄、埔角庄                                                                       |
| 東港支廳          | 新埤頭區 | 港東中里 | 建功庄       | 建功庄、番仔角庄、沙崙庄                                                                       |
| 東港支廳          | 新埤頭區 | 港東中里 | 打鐵庄       | 打鐵庄                                                                                         |
| 東港支廳          | 新埤頭區 | 港東中里 | 南岸庄       | 南岸庄                                                                                         |
| 東港支廳          | 新埤頭區 | 港東中里 | 餉潭庄       | 餉潭庄、下獅頭庄、上獅頭庄、鹿場角庄                                                           |
| 東港支廳          | 新埤頭區 | 港東中里 | 糞箕湖庄     | 糞箕湖庄、萬瀧庄、社藔庄                                                                       |
| 東港支廳          | 新園區   | 新園里   | 新園庄       | 新園街、港東庄、港西庄、舊港東庄                                                               |
| 東港支廳          | 新園區   | 新園里   | 五房洲庄     | 五房洲庄、溪埔仔庄、頂五房洲庄                                                                 |
| 東港支廳          | 新園區   | 新園里   | 烏龍庄       | 烏龍庄、中洲庄、後廍仔庄、鹽埔仔庄                                                             |
| 東港支廳          | 仙公廟區 | 新園里   | 仙公廟庄     | 仙公廟庄、內庄仔庄、港仔墘庄、店仔口庄                                                         |
| 東港支廳          | 仙公廟區 | 新園里   | 田洋仔庄     | 新厝庄、仙仔腳庄、西勢仔庄、田洋仔庄、新興廍庄                                                 |
| 東港支廳          | 仙公廟區 | 新園里   | 瓦磘仔庄     | 瓦磘仔庄、下巷仔庄、後大厝庄、下瓦磘庄                                                         |
| 東港支廳          | 琉球區   | 琉球嶼   | 琉球嶼       | 白沙尾庄、大藔庄、天臺庄、杉板藔庄                                                             |

### 十二廳時期
| 直轄/支廳  | 支廳位置 | 區       | 管轄區域     | 管轄區域                                                                 | 備註           |
| 直轄/支廳  | 支廳位置 | 區       | 堡里         | 街庄（粗體為區街庄長役場位置）                                           | 備註           |
| ---------- | -------- | -------- | ------------ | ------------------------------------------------------------------------ | -------------- |
| 直轄       | 阿緱街   | 萬丹區   | 港西下里     | 萬丹庄、濫庄、保長厝庄、下蚶庄、頂林仔庄                                 |                |
| 直轄       | 阿緱街   | 新庄仔區 | 港西下里     | 新庄仔庄、後庄仔庄、興化廍庄、甘棠門庄                                   |                |
| 直轄       | 阿緱街   | 阿緱區   | 港西中里     | 阿緱街、崇蘭庄、頭前溪庄、海豐庄                                         |                |
| 直轄       | 阿緱街   | 公館區   | 港西中里     | 歸來庄、公館庄、大湖庄                                                   |                |
| 直轄       | 阿緱街   | 社皮區   | 港西中里     | 社皮庄                                                                   |                |
| 直轄       | 阿緱街   | 麟洛區   | 港西中里     | 麟洛庄、德協庄、火燒庄、番仔藔庄                                         |                |
| 直轄       | 阿緱街   | 老埤區   | 港西中里     | 老埤庄、番仔厝庄、犁頭鏢庄、隘藔庄                                       |                |
| 阿里港支廳 | 阿里港街 | 鹽埔區   | 港西中里     | 鹽埔庄、新圍庄、彭厝庄、大路關庄                                         | 原屬潮州庄支廳 |
| 阿里港支廳 | 阿里港街 | 阿里港區 | 港西上里     | 阿里港街、搭樓庄、武洛庄                                                 |                |
| 阿里港支廳 | 阿里港街 | 九塊厝區 | 港西上里     | 九塊厝庄、下冷水坑庄、東寧庄、三塊厝庄、後庄                             |                |
| 阿里港支廳 | 阿里港街 | 土庫區   | 港西上里     | 土庫庄、中崙庄、三張廍庄、瀰力肚庄                                       |                |
| 阿里港支廳 | 阿里港街 | 東振新區 | 港西上里     | 舊藔庄、高樹下庄、阿秡泉庄、東振新庄                                     |                |
| 阿里港支廳 | 阿里港街 | 加蚋埔區 | 港西上里     | 迦蚋埔庄、田仔庄、埔羗崙庄                                               |                |
| 甲仙埔支廳 | 阿里關庄 | 月眉區   | 港西上里     | 月眉庄                                                                   | 原蕃薯藔廳     |
| 甲仙埔支廳 | 阿里關庄 | 月眉區   | 楠梓仙溪東里 | 新庄                                                                     | 原蕃薯藔廳     |
| 甲仙埔支廳 | 阿里關庄 | 山杉林區 | 楠梓仙溪東里 | 山杉林庄、十張犁庄、茄苳湖庄                                             | 原蕃薯藔廳     |
| 甲仙埔支廳 | 阿里關庄 | 甲仙埔區 | 楠梓仙溪東里 | 阿里關庄、大邱園庄                                                       | 原蕃薯藔廳     |
| 六龜里支廳 | 六龜里庄 | 荖濃區   | 楠梓仙溪東里 | 荖濃庄、新開庄                                                           | 原蕃薯藔廳     |
| 六龜里支廳 | 六龜里庄 | 六龜里區 | 楠梓仙溪東里 | 六龜里庄、土壠灣庄                                                       | 原蕃薯藔廳     |
| 六龜里支廳 | 六龜里庄 | 六龜里區 | 港西上里     | 新威庄                                                                   | 原蕃薯藔廳     |
| 蕃薯藔支廳 | 蕃薯藔街 | 龍肚區   | 港西上里     | 龍肚庄、中壇庄                                                           | 原蕃薯藔廳     |
| 蕃薯藔支廳 | 蕃薯藔街 | 瀰濃區   | 港西上里     | 瀰濃庄、竹頭角庄                                                         | 原蕃薯藔廳     |
| 蕃薯藔支廳 | 蕃薯藔街 | 旗尾區   | 港西上里     | 旗尾庄、手巾藔庄、吉洋庄、金瓜藔庄                                       | 原蕃薯藔廳     |
| 蕃薯藔支廳 | 蕃薯藔街 | 蕃薯藔區 | 羅漢外門里   | 蕃薯藔街、圓潭仔庄、北勢庄                                               | 原蕃薯藔廳     |
| 蕃薯藔支廳 | 蕃薯藔街 | 溪洲區   | 羅漢外門里   | 溪洲庄、磱碡坑庄                                                         | 原蕃薯藔廳     |
| 蕃薯藔支廳 | 蕃薯藔街 | 田藔區   | 羅漢外門里   | 田藔庄、水蛙潭庄、牛稠埔庄、南安老庄                                     | 原蕃薯藔廳     |
| 蕃薯藔支廳 | 蕃薯藔街 | 古亭坑區 | 嘉祥內里     | 打鹿埔庄                                                                 | 原蕃薯藔廳     |
| 蕃薯藔支廳 | 蕃薯藔街 | 古亭坑區 | 崇德東里     | 古亭坑庄、狗氳氤庄                                                       | 原蕃薯藔廳     |
| 蕃薯藔支廳 | 蕃薯藔街 | 觀音亭區 | 羅漢內門里   | 觀音亭庄、內埔庄、木柵庄、東勢埔庄、中埔庄、腳帛藔庄                     | 原蕃薯藔廳     |
| 蕃薯藔支廳 | 蕃薯藔街 | 溝坪區   | 羅漢內門里   | 萊仔坑庄、溝坪庄                                                         | 原蕃薯藔廳     |
| 潮州支廳   | 潮州庄   | 潮州區   | 港東上里     | 潮州庄、崙仔頂庄、五魁藔庄、八老爺庄、檨仔腳庄、四林庄                   |                |
| 潮州支廳   | 潮州庄   | 崁頂區   | 港東上里     | 崁頂庄、力社庄、洲仔庄、過溪仔庄                                         |                |
| 潮州支廳   | 潮州庄   | 萬巒區   | 港東上里     | 萬巒庄、四溝水庄、五溝水庄                                               |                |
| 潮州支廳   | 潮州庄   | 佳佐區   | 港東上里     | 佳佐庄、赤山庄、新厝庄                                                   |                |
| 潮州支廳   | 潮州庄   | 內埔區   | 港西下里     | 內埔庄、忠心崙庄                                                         |                |
| 潮州支廳   | 潮州庄   | 新東勢區 | 港西下里     | 老東勢庄、新東勢庄                                                       |                |
| 潮州支廳   | 潮州庄   | 新北勢區 | 港西下里     | 新北勢庄、老北勢庄、西勢庄                                               |                |
| 潮州支廳   | 潮州庄   | 二崙區   | 港西下里     | 二崙庄、頓物庄、南勢庄                                                   |                |
| 潮州支廳   | 潮州庄   | 鳳山厝區 | 港西下里     | 溝仔墘庄、鳳山厝庄                                                       |                |
| 東港支廳   | 東港街   | 新園區   | 新園里       | 五房洲庄、烏龍庄、新園庄                                                 |                |
| 東港支廳   | 東港街   | 仙公廟區 | 新園里       | 仙公廟庄、田洋仔庄、瓦磘仔庄                                             |                |
| 東港支廳   | 東港街   | 琉球區   |              | 琉球嶼                                                                   |                |
| 東港支廳   | 東港街   | 東港區   | 港東中里     | 東港街、新街庄、內關帝庄、大潭新庄、南屏庄                               |                |
| 東港支廳   | 東港街   | 七塊厝區 | 港東中里     | 下廍庄、三西和庄、七塊厝庄、溪洲庄、車路墘庄、巷仔內庄                   |                |
| 東港支廳   | 東港街   | 林仔邊區 | 港東中里     | 林仔邊庄、田墘厝庄、磘仔口庄、竹仔腳庄、濫頭庄、牛埔庄                   |                |
| 東港支廳   | 東港街   | 新埤頭區 | 港東中里     | 新埤頭庄、建功庄、打鐵庄、南岸庄、餉潭庄、糞箕湖庄                       |                |
| 東港支廳   | 東港街   | 茄苳腳區 | 港東中里     | 塭仔庄、大武丁庄、茄苳腳庄、葫蘆尾庄、石光見庄、武丁潭庄、昌隆庄、羗園庄 |                |
| 東港支廳   | 東港街   | 茄苳腳區 | 港東下里     | 下埔頭庄                                                                 |                |
| 枋藔支廳   | 枋藔庄   | 枋藔區   | 港東下里     | 枋藔庄、內藔庄、新開庄                                                   |                |
| 枋藔支廳   | 枋藔庄   | 水底藔區 | 港東下里     | 水底藔庄、番仔崙庄、北旗尾庄、大庄、大餉營庄                             |                |
| 枋山支廳   | 枋山庄   | 楓港區   | 善餘里       | 楓港庄                                                                   | 原恆春廳       |
| 枋山支廳   | 枋山庄   | 枋山區   | 嘉禾里       | 莿桐腳庄、枋山庄、南勢湖庄、平埔庄、加祿堂庄                             | 原恆春廳       |
| 恆春支廳   | 恆春街   | 鵝鑾鼻區 | 至厚里       | 鵝鑾鼻庄                                                                 | 原恆春廳       |
| 恆春支廳   | 恆春街   | 龍泉水區 | 德和里       | 大樹房庄、水泉庄、龍泉水庄、槺榔林庄                                     | 原恆春廳       |
| 恆春支廳   | 恆春街   | 大平頂區 | 德和里       | 大平頂庄、射藔庄                                                         | 原恆春廳       |
| 恆春支廳   | 恆春街   | 恆春區   | 宣化里       | 恆春街、山腳庄、鼻仔頭庄                                                 | 原恆春廳       |
| 恆春支廳   | 恆春街   | 虎頭山區 | 宣化里       | 網紗庄                                                                   | 原恆春廳       |
| 恆春支廳   | 恆春街   | 虎頭山區 | 仁壽里       | 貓仔坑庄、虎頭山庄                                                       | 原恆春廳       |
| 恆春支廳   | 恆春街   | 虎頭山區 | 興文里       | 保力庄                                                                   | 原恆春廳       |
| 恆春支廳   | 恆春街   | 車城區   | 興文里       | 車城庄、新街庄、田中央庄、海口庄                                         | 原恆春廳       |
| 恆春支廳   | 恆春街   | 車城區   | 咸昌里       | 四重溪庄                                                                 | 原恆春廳       |
| 恆春支廳   | 恆春街   | 射麻裡區 | 安定里       | 港口庄                                                                   | 原恆春廳       |
| 恆春支廳   | 恆春街   | 射麻裡區 | 永靖里       | 射麻裡庄                                                                 | 原恆春廳       |
| 恆春支廳   | 恆春街   | 蚊蟀區   | 永靖里       | 蚊蟀庄                                                                   | 原恆春廳       |
| 恆春支廳   | 恆春街   | 蚊蟀區   | 安定里       | 豬朥束庄                                                                 | 原恆春廳       |
| 恆春支廳   | 恆春街   | 蚊蟀區   | 長樂里       | 餉林庄                                                                   | 原恆春廳       |
| 恆春支廳   | 恆春街   | 蚊蟀區   | 治平里       | 九個厝庄                                                                 | 原恆春廳       |
| 恆春支廳   | 恆春街   | 蚊蟀區   | 泰慶里       | 九棚庄                                                                   | 原恆春廳       |

## 設施
- 阿緱神社
- 阿緱公園
- 鼓山公園

## 主要會社

### 商業
- 臺灣興業株式會社
- 南部台灣海產株式會社
- 阿緱魚類引取株式會社
- 臺灣海陸產業株式會社
- 臺灣銀行阿緱支店
- 台灣商工銀行屏東支店、東港出張所
- 三井物產株式會社阿緱出張員詰所
- 三井合名會社台灣出張所六龜里派出所
- 臺灣拓殖株式會社老埤農場、恆春農場
- 阿緱信用組合
- 阿里港信用組合
- 東港信用組合
- 蕃薯藔信用組合
- 大和信用組合
- 枋藔信用組合
- 茄苳腳信用組合
- 水底藔信用組合
- 鹽糖旗尾購買組合[12]

### 工廠
- 臺灣製糖株式會社
  - 阿緱工場（屏東糖廠）
  - 加祿堂工場
- 鹽水港製糖拓殖株式會社
  - 旗尾工場（旗山糖廠）
- 臺南製糖株式會社
  - 新威工場
  - 山杉林工場
  - 狗氤氳工場
  - 內埔工場
- 恆春製糖合資會社
  - 第一工場
  - 第二工場
- 吳臥龍製糖所
- 台灣纖維株式會社恆春工場
- 大正製酒株式會社阿緱工場
- 恆春製酒公司
- 內埔酒類製造公司[12]